# Tricellaria ternata
Tricellaria ternata är en mossdjursart som först beskrevs av Ellis och Daniel Solander 1786.  Tricellaria ternata ingår i släktet Tricellaria och familjen Candidae. Inga underarter finns listade i Catalogue of Life.